# Huallaga huánuco kečuanski jezik
Huallaga huánuco kečuanski jezik (ISO 639-3: qub), indijanski jezik iz Perua kojim govori oko 40 000 (1993 SIL) Quechua Indijanaca na sjeveroistoku peruanskog departmana Huánuco, uključujući i grad Huánuco. U Peruu je uz sve ostale jezike služben.
Pripada porodici quechua. Ima 66% monolingualnih; na njemu se održavaju radio programi.

## Vanjske poveznice
- Ethnologue (14th)
- Ethnologue (15th)